# Grândola, Vila Morena

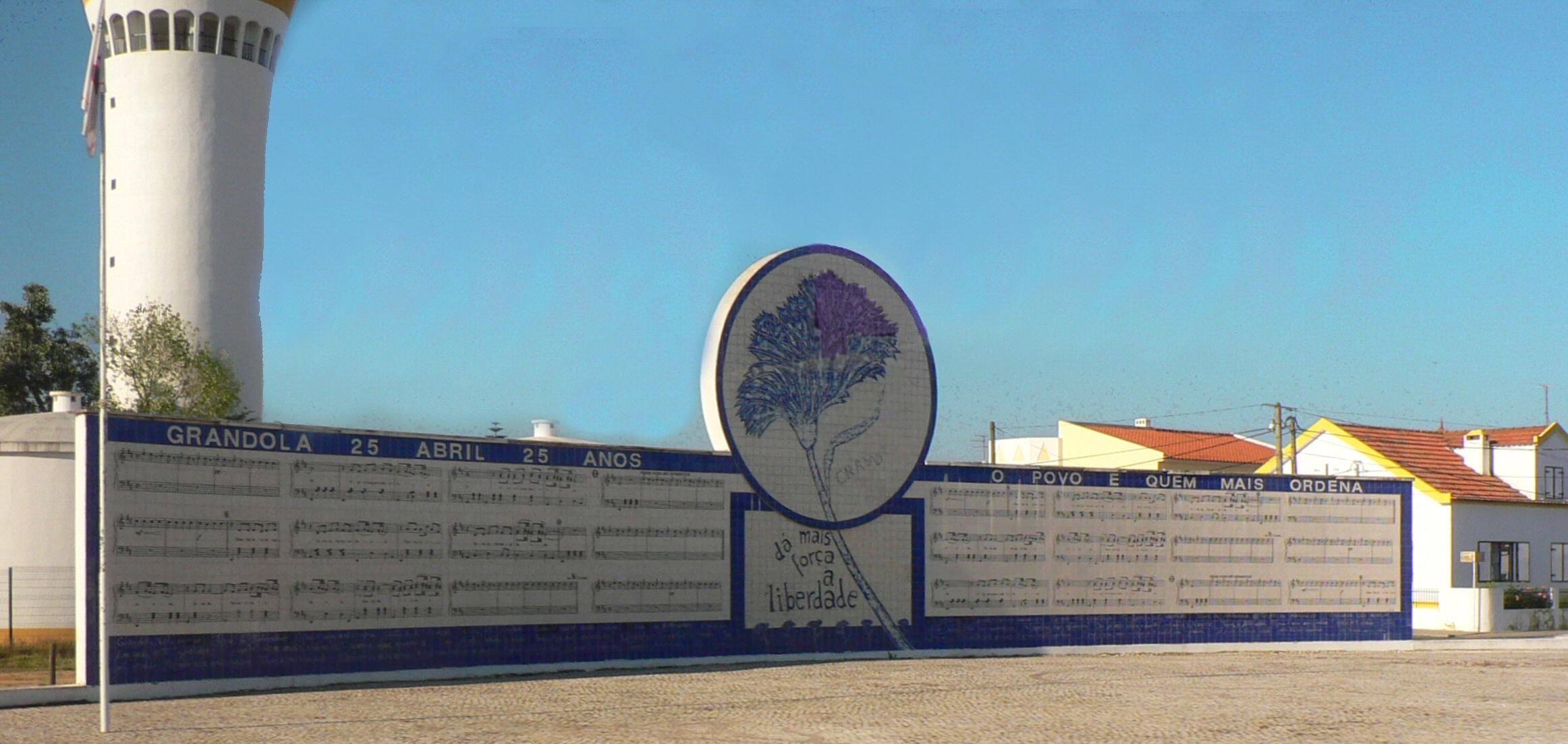
Das Monument aus Azulejos mit den Musiknoten des Liedes Grândola, Vila Morena, zum 25. Jahrestag des 25. April, des Tages der Nelkenrevolution

Grândola, Vila Morena (deutsch Grândola, braungebrannte Stadt) ist ein berühmtes portugiesisches Kampflied, das der antifaschistische Liedermacher José Afonso getextet und komponiert hat. Es wurde zur Hymne der Nelkenrevolution von 1974.
José Afonso schrieb das Lied bereits 1964 für den Arbeiterverein Sociedade Musical Fraternidade Operária Grandolense, den „Musikverein Arbeiter-Brüderlichkeit in Grândola“. Es ist im Stil des Cante Alentejano, des Wechselgesangs des südportugiesischen Alentejo, komponiert; die Melodie ist auch für andere traditionelle Texte im Alentejo im Gebrauch. Diese Chorgesänge mit Vorsänger und Polyphonie (2014 in die Liste des immateriellen Weltkulturerbes der UNESCO aufgenommen) sind tief in der Volkskultur dieser ländlichen Gegend verwurzelt und haben eine Tradition, die bis ins Mittelalter zurückreicht (Cantus gemellus). Seit der Römerzeit lebten in der Region Alentejo viele Landarbeiter, die solche Lieder auch bei der Arbeit in den Latifundien der Großgrundbesitzer sangen. Der Text bezieht sich auf die Solidarität der Landarbeiter und – in Anspielung an die Prinzipien der Französischen Revolution – ihre Werte Gleichheit (igualdade) und Brüderlichkeit (fraternidade), ohne im Hinblick auf eine revolutionäre Intention konkreter zu werden. Und doch reichten die Andeutungen für das damalige Regime: Grândola wird als sonnige Stadt besungen, in der man an jeder Ecke auf einen Freund und in jedem Gesicht auf Gleichheit trifft. Afonso verwendet das Bild der Steineiche, „die ihr Alter nicht mehr weiß“, in deren Schatten der „Schwur von Grândola“ geleistet wird.

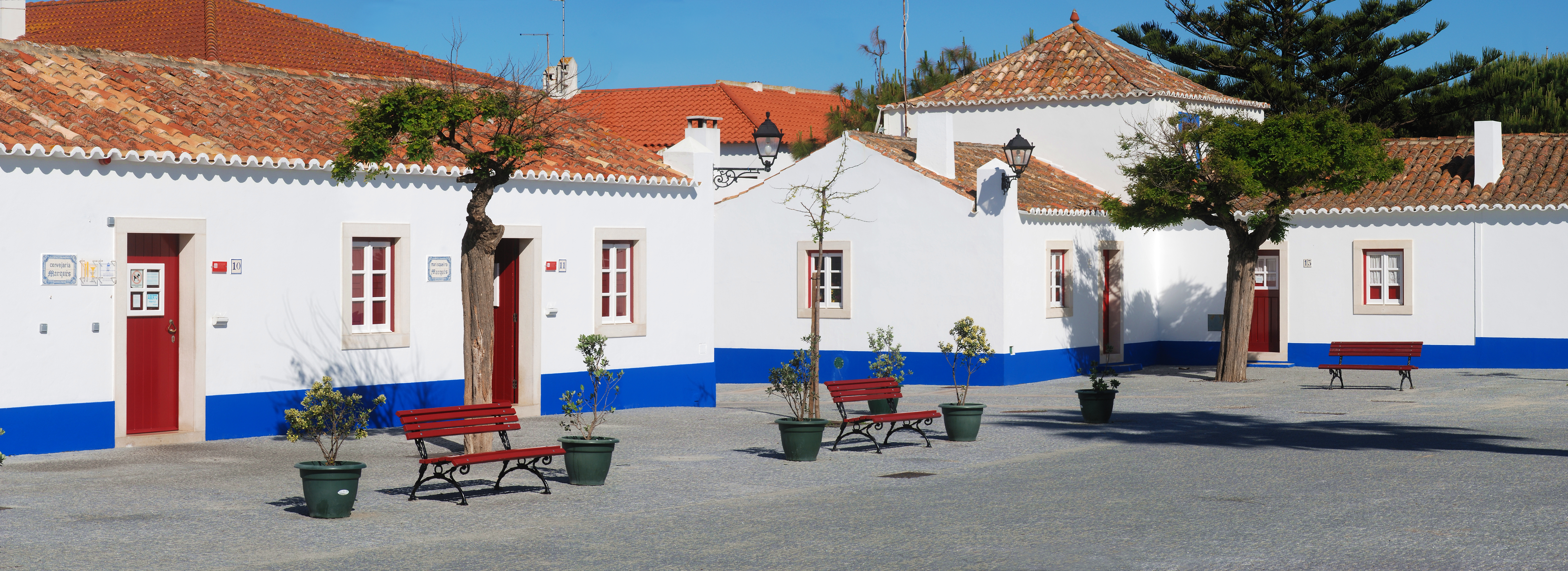
Typische Architektur der Dörfer im Alentejo

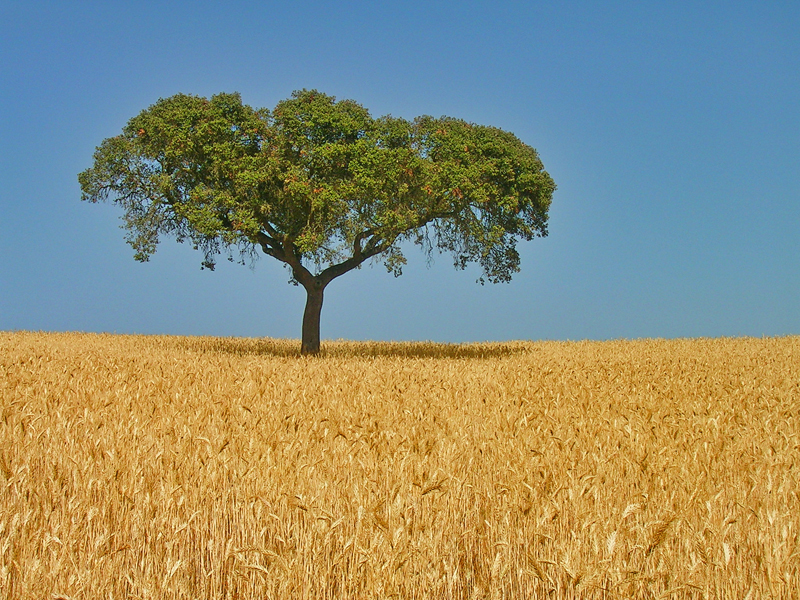
Typische Landschaft im Alentejo, Steineiche im Kornfeld

In der Nacht vom 24. auf den 25. April 1974 sendete der katholische Rundfunksender Rádio Renascença das Lied. Die Zeitung República hatte schon am Vorabend für Eingeweihte den kleinen Hinweis gebracht, das Musikprogramm der Nacht sei besonders lohnend. Um 0:25 Uhr wurde die erste Strophe verlesen:

„Grândola, braungebrannte Stadt, Heimat der Brüderlichkeit. Das Volk ist es, das am meisten bestimmt in dir, o Stadt.“

Anschließend wurde das Lied zweimal in voller Länge abgespielt, gesungen von José Afonso. Dabei war schon die Nennung des Namens José Afonso in der Presse verboten. Für die eingeweihten Soldaten und Zivilisten des Movimento das Forças Armadas (MFA) war es das vereinbarte Zeichen für den Beginn des Aufstands gegen die salazaristische Diktatur. Auch wenn es nicht jedem Radiohörer sofort klar war, worauf genau dieses Signal abzielte, war dessen Aufrufcharakter deutlich erkennbar. Als die Truppen des MFA, die gegen 5:30 Uhr durch die Avenida da Liberdade ihre ersten Ziele in der Hauptstadt Lissabon ansteuerten, einige der strategisch wichtigsten Ministerien, darunter das Heeresministerium, erreichten, säumten schon Tausende von Lissabonern, allen Ratschlägen der Operationszentrale des MFA zum Trotz, die Straßen. Sie liefen neben den Armeefahrzeugen her, jubelten den Befreiern zu, viele sprangen sogar auf. Die junge Truppe empfand die überschäumende Begeisterung der Bevölkerung nicht als störend, sondern als Bestätigung und Anfeuerung. Der Zug der Kolonne aus Santarém vom Terreiro do Paço und die steilen Straßen hinauf zum Carmo, am Rand des Bairro Alto, glichen einem Triumphzug. Die ersten roten Nelken tauchten auf – im April haben sie Saison –; mit ihnen wurden die Uniformen der Soldaten und ihre Gewehrläufe geschmückt. Nach den Blumen erhielt die Revolution den Namen „Nelkenrevolution“. Knapp 18 Stunden nach der Ausstrahlung des Liedes war die Diktatur gestürzt.
Am 15. Februar 2013 wurde durch das Absingen von Grândola, vila morena eine Rede des portugiesischen Ministerpräsidenten Pedro Passos Coelho im Portugiesischen Parlament gestört, um gegen die Sparpolitik der Regierung und der Troika zu demonstrieren. Einige Tage später wurde das Lied in Madrid auf dem Platz Puerta del Sol gesungen. Der portugiesische Minister für Parlamentsangelegenheiten, Miguel Relvas, wurde am 19. Februar 2013 durch das Protestlied gestört. Hunderttausende sangen das Lied aus Protest gegen die Sparpolitik auf den landesweiten Protestaktionen am 2. März 2013. Grândola, vila morena entwickelte sich zur Hymne der Protestbewegung gegen die Austeritätspolitik.